# Kammergut
Das Kammergut (auch Kameralgut oder Tafelgut) ist ein veralteter Rechtsbegriff, der das Eigentum von Königen, Kaisern oder Fürsten beschrieb.

## Allgemeines
Das Kammergut (oder Domanium, Domanial) war sowohl von seinem geschichtlichen Ursprung her als auch nach den zur Reichszeit anerkannten Rechtsgrundsätzen Eigentum der regierenden Familien. Kammergüter durften deshalb nicht „Staatsgut“ in dem gewöhnlich damit verbundenen Sinn genannt werden. Das Kammergut war an die Regierungsfunktion der regierenden Landesherren gebunden, so dass es im Wege der Staatensukzession auf den Regierungsnachfolger überging. Die Güter der römisch-deutschen Könige bzw. Kaiser werden als Reichsgut bezeichnet.

## Entstehungsgeschichte
Im antiken Ägypten gehörte Diodor zufolge das Land zu gleichen Teilen dem König, der Priesterschaft und der Kriegerkaste. Damit besaßen diese Landesherren das größte materielle Vermögen im Staate.
Bereits im fränkischen Reich dienten Kammergüter (lateinisch terrae dominicae) zum Unterhalt des königlichen Hofes und zur Bestreitung der Staatsausgaben. Schon die Salier usurpierten das Kammergut der ansässigen Fürsten. Die Kammer (Schatzkammer) bezeichnete bereits zu fränkischen Zeiten die Privatdomäne des Königs oder Fürsten, etwa zur Kammer des Königs Dagobert I. gehörig, die königliche Kammer Karls des Großen oder die Kammer des Erzbischofs Anno II. von Köln. Mit der Verwaltung des Kammerguts waren Kämmerer (lateinisch camerarius) betraut, die einer Rent- oder Hofkammer vorstanden. Je machtloser der Kaiser war, umso mehr erwarben Landesherren Teile des kaiserlichen Vermögens durch Kauf, Tausch oder Verpfändung. Karl der Große vermehrte sein Kammergut durch Einziehung von Gütern in eroberten Provinzen.
Bereits im Jahre 1265 wurden einige österreichische Besitzungen zu Öblarn als herzogliches Kammergut bezeichnet. Die Bindung des Salzkammerguts an das Herrscherhaus datierte spätestens aus dem Jahr 1311, als Elisabeth von Görz und Tirol, die Witwe Albrechts I., die rechtliche Basis für den Salzbergbau in ihrem Kammergut formal erneuerte. Die Bezeichnung dieses österreichischen Kulturraums geht auf den dem Landesherrn gehörenden Salzbergbau im Kammergut zurück. Die Grafschaft Hardegg blieb nicht lange Kammergut, denn der spätere Kaiser Maximilian I. verkaufte sie 1494 an Heinrich Prueschenk, der im Oktober 1495 auch das Machland zugesprochen bekam. In Frankreich erweiterte Philipp VI. nach 1329 sein Kammergut (französisch terre domaniale) durch Einziehung der Grafschaften Champagne, Brie, Valois, Anjou, Maine und Chartres.
Schon der Kölner Reichsabschied vom August 1512 benutzte für die Fürstengüter den Ausdruck Kammergut: „Nachdem Churfürsten, Fürsten, geistlich und weltlich, … und allerlei Kosten aus ihrem Kammergut darauf wenden, und nicht auf die Unterthanen schlagen sollen, sollen sie jedoch für ihre Person bei diese Bürden und Anlagen unbeschwert bleiben“. Es ging darum, dass die Landesherren teilweise ihre Ausgaben auf die Bevölkerung im Rahmen ihres Subkollektationsrechts abwälzten, das ihnen die Erhebung von Reichssteuern zubilligte.
Nach französischem Vorbild galt in Deutschland ab 1713 das Kammergut als unveräußerlich (lateinisch res extra commercium), wodurch es faktisch zum Staatseigentum avancierte. Friedrich Wilhelm I. erklärte durch das Edikt vom 13. August 1713 den „Unterschied von Schatoul- (Schatulle, d. Verf.) und ordinären Cammergütern in totum für aufgehoben“, als die Domäneneinkünfte etwa die Hälfte der Staatseinnahmen ausmachten. Kammergut gehörte damit nicht (mehr) zum Privateigentum der Landesherren. Das Allgemeine Preußische Landrecht (APL) vom Juni 1794 wies das Eigentum an Domänen dem Staat, ihre Nutzung jedoch dem Staatsoberhaupt zu (II 14, § 11 APL); Domänen und Kammergüter galten als Synonyme, jedoch nur in diesem Gesetz.
In Österreich unterschied man von den Privat- und Familiengütern des Hauses Habsburg die Staats-, Kameral- und Fiskalgüter, von denen zwischen 1818 und 1848 ein großer Teil zur Tilgung der Staatsschulden veräußert wurde. Seit März 1849 gehörten diese Krongüter zu den Reichsdomänen. Während in Preußen, Bayern, Württemberg und Sachsen seit dem 18. Jahrhundert das Kammergut als Staatsgut anerkannt wurde und dafür den Landesherren eine Zivilliste zustand, galt es etwa in Baden weiterhin als Kammergut der regierenden Familien.
Während der Franzosenzeit kam es 1802 im linksrheinischen Bereich Deutschlands zur Säkularisation, die den Landesherren im Februar 1803 durch den Reichsdeputationshauptschluss (RDH) einen Zuwachs ihres Kammerguts durch das Kirchengut brachte. Der RDH stellte klar, dass „Regalien, bischöfliche Domänen, domkapitelische Besitzungen und Einkünfte“ Kammergüter der Landesherren sind (§ 61 RDH). Er setzte damit die Säkularisation des Jahres 1802 um. Die heutigen Staatswaldungen sind hervorgegangen aus dem Kammergut der Landesherren, aus der Säkularisation des kirchlichen und klösterlichen Waldbesitzes sowie aus Kauf- und Tauschverträgen, denn deutsche Landesherren verfügten bereits bei der Übernahme der Territorialgewalt über ansehnlichen allodialen Waldbesitz. Aus den Einkünften des Kammerguts (Lehen, Pacht, Sporteln) bestritten die Landesherren sowohl die Kosten ihrer Hofhaltung als auch die Landesverwaltung. Reichten die Einnahmen nicht aus, erhob der Landesherr Steuern („Beysteuer“). Als 1815 nach dem Wiener Kongress die deutschen Territorien in souveräne Staaten umgewandelt wurden, gab es das Bestreben, einerseits den fürstlichen Hofhaushalt vom Staatshaushalt zu trennen, andererseits das Kammergut mit der Krone zu verbinden. Daraufhin erklärte im Mai 1818 Bayern das Kammergut zu Staatsgut, Württemberg folgte dem im September 1819 mit Ausnahme des Kammerguts der königlichen Familie. Die großherzogliche hessische Verfassungsurkunde vom 17. Dezember 1820 schrieb nur 1/3 der Domäne dem Staat, aber 2/3 der Familie als Kammergut zu. In anderen Ländern (thüringische Fürstentümer) dagegen blieb das Kammergut dem Fürsten als Privateigentum erhalten. Die Auseinandersetzung darüber, ob die Domäne Staatseigentum oder Privatbesitz des Fürsten sei, bezeichnete man als Domänenfrage.

## Umfang
Zum Kammergut gehörten die Ländereien (Wald, Ackerland, Gebäude) sowie Regalien und Monopole (Münze, Salinen, Bergwerke oder Zölle). Zum Kammergut zählten auch Zinseinnahmen, der Zehnte und andere Gerechtigkeiten. Das Kammergut ging regelmäßig auf den Rechtsnachfolger des Landesherren über, selbst wenn dieser nicht derselben Dynastie angehörte. Der Landesherr verwaltete das Kammergut allein, die Steuern jedoch gemeinsam mit der landschaftlichen Verordnung. Überschüsse des Kammerguts durfte der Landesherr zu Privatzwecken benutzen, während Staatsgut nur für Staatszwecke verwendet werden durfte.

## Abgrenzung
Staatsdomänen, Kammergut und Kirchengut lassen sich deutlich voneinander unterscheiden. Das Vermögen der Staatsdomänen befand sich im Eigentum des Staates. Das Kammergut stand dagegen im Eigentum von Königen, Kaisern oder Fürsten. Wenn es Kammergut gab, war auch daneben eine Staatsdomäne vorhanden. Kirchengut wiederum gehört auch heute noch der Kirche oder den mit ihr verbundenen Institutionen.

## Weitere Literatur
- Otto Böhme: Entwicklung der Landwirtschaft auf den Königlich Sächsischen Domänen. Beitrag zur Geschichte der Landwirtschaft auf Grund archivalischen Materials. Inaugural-Dissertation Uni Leipzig, Leipzig 1890. Digitalisat
- Klaus Fischer, Joachim Goile, Günter Schwerdtner, Herbert Bäßler: Vom Kammergut zum Volksgut. Zur Geschichte des Schlosses Ruthetal Mügeln im Zeitraum 1831 bis 1990, In: Kleine Mügelner Schriften- und Mitteilungsreihe; Heft 3, Hrsg. Mügelner Heimatverein "Mogelin", Selbstverlag, Stadt Mügeln 2010. (60 S.).